# Matilda Mother
Matilda Mother è una canzone del gruppo rock britannico Pink Floyd, pubblicata nel 1967 nel loro primo album, The Piper at the Gates of Dawn. Fu scritta da Syd Barrett e venne cantata principalmente da Richard Wright con Barrett che si unì ai cori e cantò l'ultimo verso. È stata la prima canzone registrata per l'album. Venne poi inclusa nella prima raccolta del gruppo, The Best of the Pink Floyd, del 1970.
Una versione rimasta inedita, con testo differente in alcuni versi, venne pubblicata per la prima volta nell'edizione per l'anniversario del primo album. Una versione stereofonica venne pubblicata nel 2010 nella compilation An Introduction to Syd Barrett.

## Formazione
- Syd Barrett – chitarra elettrica, voce
- Richard Wright – organo Hammond, organo Farfisa, voce
- Roger Waters – basso
- Nick Mason – batteria